# Diều hâu nhỏ
Diều hâu nhỏ, hay Bồ cắt tí hon (danh pháp hai phần: Accipiter superciliosus) là một loài chim trong họ Accipitridae.

## Kích thước
Bồ cắt tí hon, có kích thước tương tự bồ cắt nhỏ ở châu Phi, là một trong những loài Accipiter nhỏ nhất và có thể là một trong những loài chim săn mồi nhỏ nhất thế giới. Chim trống chỉ dài 20 cm, tương đương với kích thước của chim sáo đá, mặc dù chim mái lớn hơn một chút khoảng 26 cm. Khối lượng khoảng 75-120 g, trong đó chim mái nặng hơn chim trống khoảng 60%.

## Môi trường sống và phân bố
Bồ cắt tí hon phân bố từ phía đông Nicaragua tới phía tây Ecuador, phía bắc Bolivia tới phía bắc Argentina, Paraguay và miền nam Brazil. Chúng thường sống trong rừng thấp ẩm ướt và rừng chân đồi.

## Săn mồi
Bồ cắt tí hon săn bắt chủ yếu các loài chim, như chim ruồi và chim sẻ nhỏ. Một số cũng săn động vật gặm nhấm. Chúng thường săn từ trên một cành cây và lao nhanh xuống con mồi.